# 8124 Ґварді
8124 Ґварді (8124 Guardi) — астероїд головного поясу, відкритий 26 березня 1971 року.
Тіссеранів параметр щодо Юпітера — 3,714.